# Olympische Winterspiele 1992/Teilnehmer (Amerikanische Jungferninseln)
| Gelbes Symbol für Goldmedaillen mit stilisierten Olympischen Ringen | Graues Symbol für Silbermedaillen mit stilisierten Olympischen Ringen | Braundes Symbol für Bronzemedaillen mit stilisierten Olympischen Ringen |
| ------------------------------------------------------------------- | --------------------------------------------------------------------- | ----------------------------------------------------------------------- |
| —                                                                   | —                                                                     | —                                                                       |

Die Amerikanischen Jungferninseln nahmen an den Olympischen Winterspielen 1992 im französischen Albertville mit zwölf Athleten, zehn Männer und zwei Frauen, in drei Sportarten teil.
Es war die zweite Teilnahme des karibischen Landes an Winterspielen und jene mit der bisher größten Mannschaft. 
Flaggenträgerin war die Rodlerin Anne Abernathy. Wenig überraschend blieben die Amerikanischen Jungferninseln ohne Medaille.

## Teilnehmer nach Sportarten

### Bob
Die Amerikanischen Jungferninseln brachten in beiden Wettbewerben je zwei Teams an den Start. Im Zweierbob konnten beide Bobs den zweiten Bob Puerto Ricos hinter sich lassen. Den Viererbob-Wettbewerb beendete nur Bob ISV II auf dem letzten Platz mit über vier Sekunden Rückstand auf die Vorletzten aus Mexiko.
Zweierbob
- Amerikanische Jungferninseln I
Sven Petersen und Bill Neill → 44. (4:16,60 min)

- Amerikanische Jungferninseln II
Daniel Burgner und David Entwistle → 45. (4:16,72 min)

Viererbob
- Amerikanische Jungferninseln I
Daniel Burgner, Ernest Mathias, David Entwistle und Bill Neill → DNF

- Amerikanische Jungferninseln II
Sven Petersen, Michael Juhlin, James Withey und Paul Zar → 29. (4:10,35 min)

### Rodeln
Anne Abernathy war mit knapp 39 Jahren die älteste Teilnehmerin (Männer und Frauen) bei den Rodelwettbewerben, sie erreichte den vorletzten Rang. Ihr Teamkollege Kyle Heikkila wurde 29. unter 34 Teilnehmern.
- Frauen
Anne Abernathy → 23. (3:14,342 min)

- Männer
Kyle Heikkila → 29. (3:11,135 min)

### Ski Alpin
Frauen
- Seba Johnson
Riesenslalom → 37. (+ 37,93 s)
Slalom → 37. (+ 37,08 s)

Männer
- John Campbell
Super-G → 74. (+ 13,79 s)
Riesenslalom → 62. (+ 33,05 s)
Slalom → DNF